# Arcadia Planitia
L'Arcadia Planitia è una formazione geologica della superficie di Marte.